# Sabine Eichenberger
Sabine Eichenberger, née le 25 septembre 1968, est une kayakiste suisse.

## Carrière
Sabine Eichenberger est médaillée d'argent en kayak à quatre (K4) 500 mètres aux Jeux olympiques d'été de 1996 à Atlanta avec Ingrid Haralamow-Raimann, Daniela Baumer et Gabi Müller.